# دیوید پاسکیسی
دیوید پاسکیسی (به انگلیسی: David Pasquesi) (زاده ۲۲ دسامبر ۱۹۶۰) بازیگر آمریکایی است.
از کارهای معروف او می‌توان به بازی در فیلم محصول یخی و غریبه‌ها با آبنبات اشاره کرد.